# Baía das Ilhas

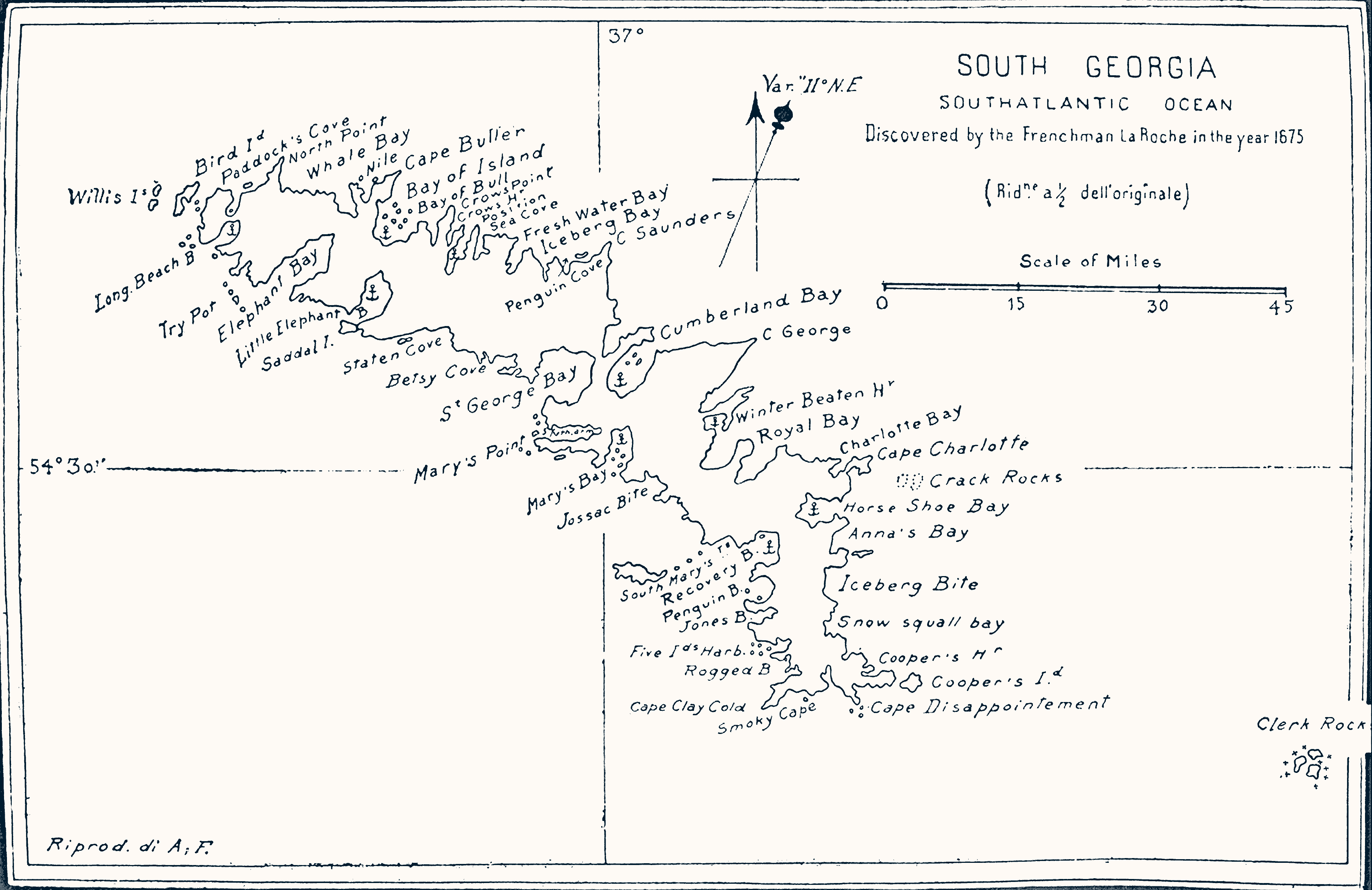
O mapa de Pendleton a lista como a "Baía da Ilha"

A Baía das Ilhas é uma baía de 9 milhas (14 km) de largura e recuando 3 milhas (4,8 km), situada entre o Cabo Buller e o Wilson junto a costa norte da Geórgia do Sul. Foi descoberta em 1775 por uma expedição britânica sob o comando de James Cook e assim nomeada por ele porque numerosas ilhas (pelo menos doze) situadas na baía, muitas das quais receberam nomes de pássaros locais. Estas incluem:
- Ilha Albatroz (Albatroz)
- Ilha Crescente
- Ilha Invisível
- Ilha Mollymawk (Mollymawk)
- Ilha Skua (Mandrião)
- Ilha Petrel (Petrel)
- Ilha Prion (Prion)
- Ilha Tern (Andorinha-do-mar)

A área, junto a Grytviken é uma das duas ASTI na ilha. Das 31 espécies de pássaros de criação da Geórgia do Sul, 17 são encontradas aqui.
O Porto Rosita está  na costa oeste da baía.